# 別当町
別当町（べっとうまち）は福岡県北九州市八幡西区の町。住居表示実施済み。郵便番号は806-0062。

## 地理
八幡西区の中部東側に位置し、北に茶売町、東に京良城町、南に市瀬、西に引野，別所町と接する。

## 地域の特徴
町域の西縁に沿って南北に国道200号が走り、南縁に沿って東西に北九州高速4号線の黒崎出入口のランプが走る。高台に立地する住宅地である。

## 歴史
昭和30年代末から別当山および同山付近の宅地化が始まり、付近は吉野団地とも通称されていた。別当山の山頂からは、室町時代の麻生氏によるものと思われる山城の遺跡が見つかっている。町内に別当町交番が設置されていたが、2019年に割子川一丁目に移転し、市瀬交番となっている。

### 地名の由来
別当山に由来する。

### 沿革
- 1973年（昭和48年）6月1日 - 別当町新設[6]。
- 1974年（昭和49年）4月1日 - 八幡区が八幡西区と八幡東区に分かれ、八幡区別当町は八幡西区別当町となる[7]。

### 町名の変遷
| 実施内容          | 実施年月日               | 実施後 | 実施前                     |
| ----------------- | ------------------------ | ------ | -------------------------- |
| 町名新設 住居表示 | 1973年（昭和48年）6月1日 | 別当町 | 大字熊手，大字市瀬の各一部 |

## 世帯数と人口
2025年（令和7年）3月31日現在（北九州市発表）の世帯数と人口は以下の通りである。
| 町     | 世帯数  | 人口  |
| ------ | ------- | ----- |
| 別当町 | 540世帯 | 994人 |

### 人口の変遷
国勢調査による人口の推移。
| 1995年（平成7年）  | 1,467人 | [ 9 ]  |  |
| 2000年（平成12年） | 1,403人 | [ 10 ] |  |
| 2005年（平成17年） | 1,296人 | [ 11 ] |  |
| 2010年（平成22年） | 1,135人 | [ 12 ] |  |
| 2015年（平成27年） | 1,098人 | [ 13 ] |  |
| 2020年（令和2年）  | 1,007人 | [ 14 ] |  |

### 世帯数の変遷
国勢調査による世帯数の推移。
| 1995年（平成7年）  | 538世帯 | [ 9 ]  |  |
| 2000年（平成12年） | 541世帯 | [ 10 ] |  |
| 2005年（平成17年） | 509世帯 | [ 11 ] |  |
| 2010年（平成22年） | 476世帯 | [ 12 ] |  |
| 2015年（平成27年） | 483世帯 | [ 13 ] |  |
| 2020年（令和2年）  | 459世帯 | [ 14 ] |  |

## 学区
市立小・中学校に通う場合、学区は以下の通りとなる。
| 町     | 街区・戸番                         | 小学校                 | 中学校                 |
| ------ | ---------------------------------- | ---------------------- | ---------------------- |
| 別当町 | 1 - 23番，24番1 - 21号，29番～37番 | 北九州市立黒畑小学校   | 北九州市立引野中学校   |
| 別当町 | 24番22 - 42号，25 - 28番           | 北九州市立上津役小学校 | 北九州市立上津役中学校 |

## 交通

### バス
域内のバス停と系統は以下のとおりである。
| 運行事業者 | 運行事業者     | 西鉄バス北九州 | 西鉄バス北九州 | 西鉄バス北九州 | 西鉄バス北九州 |
| 系統       | 系統           | 40             | 50             | 53             | 75             |
| 停留所     | 別当町         | ○              | ○              | ○              | ○              |
| 停留所     | 八幡工業高校前 | ○              | ○              | ○              | ○              |

### 道路
- 北九州高速4号線 黒崎出入口
- 国道200号

## 施設

### 公園
- 別当町公園